# Hennes Weisweiler
Hennes Weisweiler (Erftstadt-Lechenich, Colònia, 5 de desembre del 1919 - Aesch, Zúric, Suïssa, 5 de juliol del 1983) va ser un futbolista i entrenador de futbol alemany.

## Trajectòria

### Lliga alemanya
Va destacar com a entrenador al 1. Fußball-Club Köln i al Borussia Mönchengladbach, club amb el qual va guanyar la Copa de la UEFA la temporada 1974-1975.

### Barça
L'estiu de 1975 va fitxar pel FC Barcelona, dimitint del càrrec en el mes d'abril, abans de l'acabament de la lliga, a causa principalment de les males relacions amb la figura de l'equip, el neerlandès Johan Cruyff.

### Altres equips
Posteriorment, entre 1980 i 1982, va entrenar el Cosmos de Nova York.